# Nicola Santoni
Pour les articles homonymes, voir Santoni.
Nicola Santoni (né le 18 janvier 1979 à Ravenne, en Émilie-Romagne) est un footballeur italien, évoluant au poste de gardien de but, qui commença sa carrière professionnelle lors de la saison 1998-1999 à l'AC Cesena.

## Clubs
| année     | club                      | pays   | matches | buts |
| --------- | ------------------------- | ------ | ------- | ---- |
| 1998-1999 | AC Cesena                 | Italie | 0       | 0    |
| 1999-2000 | AC Cesena                 | Italie | 0       | 1    |
| 2000-2001 | Chieti Calcio             | Italie | 34      | 0    |
| 2001-2002 | AC Cesena                 | Italie | 32      | 0    |
| 2002-2003 | US Palerme                | Italie | 9       | 0    |
| 2003-2004 | US Palerme                | Italie | 4       | 0    |
| 2004-2005 | US Palerme                | Italie | 1       | 0    |
| 2005-2006 | Brescia Calcio US Palerme | Italie | 4 8     | 0    |
| 2006-2008 | Spezia Calcio             | Italie | -       | -    |
| 2008-     | AS Bari                   | Italie | -       | -    |